# Homogenic
Homogenic —en español: Homogéneo— es el tercer álbum de estudio de la cantante islandesa Björk, lanzado en Reino Unido el 22 de septiembre de 1997 por el sello One Little Indian. Björk se desempeñó como productora musical de todas las canciones del disco, además de componer cada una de ellas. Trabajó junto a otros productores como Mark Bell, Guy Sigsworth, Howie B y Markus Dravs. 
Musicalmente y conceptualmente, el álbum está enfocado en su Islandia natal. Presenta una fusión de instrumentos orgánicos (instrumentos de cuerda, acordeón y armónica de cristal) y elementos sintéticos (sonoros golpes electrónicos). Esta yuxtaposición entre lo clásico y lo electrónico representa el choque entre lo caótico y elemental de la geografía islandesa y la modernidad tecnológica del país.
Considerado como uno de los mejores álbumes de los años 1990 y de la música electrónica, Homogenic ha cosechado un éxito de crítica arrasador desde su lanzamiento. Comercialmente, fue disco de oro en Canadá, Estados Unidos, Suiza y Reino Unido, y disco de platino en Europa según la IFPI y llegó al Top 10 de diez países.

## Historia y grabación del disco
No solo es un álbum más experimental que Post, sino que también refleja la individualidad de Björk. Este álbum intenta ser homogéneo en los tonos y composiciones de las canciones, de ahí deriva el título, aunque Homogenic no sea una palabra existente en el idioma inglés. El título también se refiere a que el álbum expresa las características de Islandia (Home - Hogar) e intenta dar a conocer al mundo como sería, en la opinión de su autora, una especie de techno islandés. En conclusión Björk trata de rescatar los sonidos más íntimos de una Islandia que se encuentra homogénea al igual que ella. El álbum fue bien recibido por la crítica, por sus beats de música electrónica y el conjunto de cuerdas usado por el Icelandic String Octet (Octeto de Cuerdas Islandés).
El primer sencillo de avance en salir fue «Jóga», cuyo título corresponde al nombre de su mejor amiga[cita requerida]. Con buen recibimiento, «Jóga» es una línea melódica dramática dirigida en contraposición de la música dance, con una inclinación más intimista y con fondo electrónico. Logró el disco de oro en los Estados Unidos[cita requerida] y le siguieron numerosos remixes.
Este álbum es un punto de referencia en la introspección del trabajo de Björk a través de cual empieza una secuencia de trabajos más experimentales y complejos: «Con Homogenic simplemente decidí que no quería complacer a nadie más salvo a mí misma. Y realmente me conmueve el hecho de que a la gente todavía parece interesarle».
En Homogenic, como su título lo indica, las canciones son de un estilo similar y el cuidado estético se manifiesta incluso en la portada, fotografía de Nick Night y diseñada por Alexander McQueen: “El personaje que aparece en la portada representa a alguien que no quiere tener una vida fácil, y por eso fue lanzada a lo más profundo del océano”.
Además, uno de los acontecimientos que favoreció esta introspección fue el perturbador caso de Ricardo López. López era un joven de 21 años de origen uruguayo que estaba obsesionado con Björk. En septiembre de 1996, su cadáver fue encontrado en su piso en Miami, el cual estaba decorado con pósteres de Björk y en el que estaba en el reproductor el álbum Post, después de haberse suicidado porque no aceptaba la relación entre Björk y Goldie, con el que ella planeaba casarse. Además de esto, Scotland Yard logró interceptar un paquete bomba que contenía ácido sulfúrico enviado por López la misma noche de su suicidio. Esto derrumbó a la cantante; ella lo denominó un crash. Debido a este acontecimiento Björk decide alejarse de su ciudad y se dirige a España, donde Trevor Morais percusionista de las giras ofrece su estudio para apartarse del interés en el caso López. El álbum fue grabado en El Madroñal, en los estudios “El Cortijo”, Málaga. Una vez allí la cantante pide a Morais que le consiga un guitarrista flamenco para interpretar un tema y este le presenta a Raimundo Amador con el que graba el tema «So broken» que sería incluido en la versión española del álbum.[cita requerida]

## Recepción
El álbum fue altamente aclamado, con la mayoría de las críticas casi llegando al nivel máximo de notas de las revistas especializadas, también fue puesto en listas especializadas de lo mejor del año, o mejor de la música alternativa, etc., además de obtener varios premios y nominaciones, por ejemplo en los Grammy o los BRIT Awards.

### Crítica especializada
| Crítica especializada | Crítica especializada |
| --------------------- | --------------------- |
| Publicación           | Calificación          |
| AllMusic              | [ 11 ]                |
| The A.V. Club         | (9,1/10)              |
| The Guardian          | [ 13 ]                |
| Entertainment Weekly  | (A)                   |
| NME                   | (9/10)                |
| Pitchfork Media       | (10/10)               |
| Rolling Stone         | [ 16 ]                |
| Slant Magazine        | 5/5 estrellas         |
| Spin                  | (10/10)               |
| Tiny Mix Tapes        | [ 4 ]                 |

La crítica inicial del álbum fue muy positiva. Entertainment Weekly le dio al álbum una A, diciendo que «Homogenic podría haber sido tapado y sin brillo —Sting con una operación de cambio de sexo. Es un manifiesto de la rareza continua de Björk que incluso las aperturas hacia la edad adulta pueden sonar sesgadas». Rolling Stone le dio al álbum cuatro estrellas y media de cinco, llamándolo «uno de los más más audaces —y más excitantes— álbumes del año.» La NME le dio al álbum nueve de diez estrellas, calificándolo como «probablemente su más raro, sea también su mejor [...] está aquí [...] que Björk ha dado su grabación más emocional, sobrecargada y groovy, así como un triunfo para el espíritu de la aventura.» Una crítica más negativa la hizo Stephen Thompson de The A.V. Club, quien dijo «Homogenic es lo suficientemente estilizado, y tan inquitamentemente creativo como lo esperarías, pero el álbum le da muy pocas oportunidades a las canciones para confirmarse por sí mismas».

### Listas especializadas
Los críticos americanos calificaron Homogenic altamente en las listas de finales de año. En The Village Voice la crítica de Pazz & Jop en 1997 colocó al álbum en el puesto número 9. Spin Magazine posicionó al álbum en el puesto número cuatro de su lista de «Top 20 albums of the year». Las listas británicas colocaron el álbum en listas similares; Melody Maker lo colocó en el puesto número 33 es su lista de «Albums of the Year» y el NME colocó el álbum en el número quince en las listas críticas. Las críticas surgidas un tiempo después de su publicación también fueron generalmente positivas. Ryan Schrieber de Pitchfork Media dio a Homogenic 10 de 10, afirmando que el álbum era «absolutamente brillante». En 2002, Homogenic colocó el álbum en el puesto 10 en Slant Magazine en la lista de The greatest electronics albums oh the 20th century. En 2003 Homogenic colocó en el número 21 de la lista de la web Pitchfork Media one hundred albums of the 1990s, llamándolo como «uno de los más perfectos antiguos trabajos de cualquier era, y es posible que Björk nunca se aproxime a este nivel de consistencia y belleza de nuevo». En 2007, Slant Magazine lo calificó con cinco de cinco estrellas, describiendo al álbum como «hermosa y evocadora» y alabándolo como uno de los mejores álbumes del 1990. En una carrera retrospectiva en 2007, Spin le dio al álbum cinco de cinco estrellas. En 2011, Slant Magazine posicionó al álbum en el puesto número uno en su lista de los mejores álbumes de los 90.

### Premios
El álbum fue nominado al Grammy a la mejor interpretación vocal en un álbum de música alternativa en la ceremonia de los 40th Grammy Award, perdiendo en favor de Ok Computer de Radiohead. El vídeo de «Bachelorette» fue nominado al mejor Grammy al mejor vídeo musical de formato corto, pero perdió en favor del vídeo de Jonas Åkerlund para Madonna «Ray of Light». Homogenic le dio a Björk el premio de mejor artista femenina internacional en los BRIT Awards donde aceptó el premio diciendo «Soy un árbol frutal agradecido».

## Lista de canciones
Todas las canciones escritas y compuestas por Björk, Excepto las indicadas. 
| Homogenic |                                         |              |          |  |
| N.º       | Título                                  | Escritor(es) | Duración |  |
| 1.        | «Hunter»                                |              | 4:16     |  |
| 2.        | «Jóga»                                  | Björk, Sjón  | 5:06     |  |
| 3.        | «Unravel»                               |              | 3:22     |  |
| 4.        | «Bachelorette»                          | Björk, Sjón  | 5:12     |  |
| 5.        | «All Neon Like»                         |              | 5:54     |  |
| 6.        | «5 Years»                               |              | 4:30     |  |
| 7.        | «Immature» (Mark Bell's Version)        |              | 3:06     |  |
| 8.        | «Alarm call»                            |              | 4:20     |  |
| 9.        | «Pluto»                                 |              | 3:20     |  |
| 10.       | «All Is Full Of Love» (Howie's Version) |              | 4:32     |  |
| 43:35     |                                         |              |          |  |

| Edición japonesa |                              |              |          |  |
| N.º              | Título                       | Escritor(es) | Duración |  |
| 11.              | «Jóga» (Howie B Main Mix)    | Björk, Sjón  | 5:03     |  |
| 12.              | «Sod Off»                    |              | 2:56     |  |
| 13.              | «Immature» (Björk's Version) |              | 2:50     |  |
| 14.              | «So Broken»                  |              | 6:01     |  |
| 15.              | «Nature is ancient»          | Björk, Bell  | 3:39     |  |
| 16.              | «Jóga» (Alec Empire Remix)   | Björk, Sjón  | 8:46     |  |

| DualDisc/Surrounded |                                                            |                      |          |  |
| N.º                 | Título                                                     | Escritor(es)         | Duración |  |
| 1.                  | «Hunter» (Dolby Surround Mix)                              |                      | 4:16     |  |
| 2.                  | «Jóga» (Dolby Surround Mix)                                | Björk, Sjón          | 5:06     |  |
| 3.                  | «Unravel» (Dolby Surround Mix)                             | Björk, Guy Sigsworth | 3:22     |  |
| 4.                  | «Bachelorette» (Dolby Surround Mix)                        | Björk, Sjón          | 5:12     |  |
| 5.                  | «All neon like» (Dolby Surround Mix)                       |                      | 5:54     |  |
| 6.                  | «5 Years» (Dolby Surround Mix)                             |                      | 4:30     |  |
| 7.                  | «Immature» (Mark Bell's Version) (Dolby Surround Mix)      |                      | 3:06     |  |
| 8.                  | «Alarm call» (Dolby Surround Mix)                          |                      | 4:20     |  |
| 9.                  | «Pluto» (Dolby Surround Mix)                               | Björk, Mark Bell     | 3:20     |  |
| 10.                 | «All Is Full of Love» (Video version) (Dolby Surround Mix) |                      | 4:46     |  |
| 11.                 | «Jóga» (Music Video)                                       |                      |          |  |
| 12.                 | «Bachelorette» (Music Video)                               |                      |          |  |
| 13.                 | «Hunter» (Music Video)                                     |                      |          |  |
| 14.                 | «Alarm Call» (Music Video)                                 |                      |          |  |
| 15.                 | «All is full of love» (Music Video)                        |                      |          |  |

Además, fueron publicados dos Tours Visuales para «Unravel» y «Pluto», y otro para el B-side de Bachelorette «Nature Is Ancient».
| Año  | Sencillo              | Compañía          |
| ---- | --------------------- | ----------------- |
| 1997 | «Jóga»                | One Little Indian |
| 1997 | «Bachelorette»        | One Little Indian |
| 1998 | «Hunter»              | One Little Indian |
| 1998 | «Alarm call»          | One Little Indian |
| 1999 | «All is full of love» | One Little Indian |

## Créditos

### Equipo de producción
Producido por Björk y Mark Bell (cortesía de LFO Productions), salvo excepciones:
- «Unravel» por Björk y Guy Sigsworth (cortesía de WEA Records).
- «Bachelorette» por Björk.
- «5 Years» por Björk

### Músicos
1.«Hunter», «Jóga», «5 Years», «Pluto».:
- Músicos de cuerdas: The Icelandic String Octet.
- Sesión: Jon R. Ornolfsson.
- Violín: Sigrun Edvaldsdóttir, Sigurbjorn Bernhardsson, Sif Tulinius, Una Sveinbjarnardóttir.
- Viola: Gudrun Hrund Hardardóttir, Moeildur Anna Sigurdardóttir.
- Chelo: Sigurdur Bjarki Gunnarsson, Jon R. Ornolfsson.

2.«Jóga»:
- Mezcla: Mark "Spike" Stent y Howie B.)

3.«Bachelorette»:
- Grabación de cuerdas: Steve Price.
- Contratista orquestal: Isobel Griffiths.
- Violín: Gavyn Wright, Wilf Gibson, Peter Oxer, Roger Garland, Jim McLeod, Ben Cruft, Perry Montague-Mason, Vaughan Armon, Marciej Rakovski, Mark Berrow.
- Viola: George Robertson, Peter Lake, Roger Chase, Bill Hawkes.
- Chelo: Martin Loveday, Helen Liebmann, Paul Kegg, John Tunnel.
- Bajo: Chris Laurence, Mike Brittain, Paul Gardham, Paul Pritchard.
- Cuerno: Jeff Bryant, Mike Thomson.
- Timp: Steve Henderson.
- Redoblante militar: Frank Ricotti.
- Arpa: Helen Tunstall.
- Copiador: Tony Stanton.

4.«All is full of love»:
- Mezcla: Howie B.
- Asistentes: Rebecca Storey, Russell Polden, Paul "P-Dub" Walton, Jasón Westbrook, Danny Brown, Kirsten Cowie, Sie Midway-Smith, James Loughrey, Rob Murphy y Jason Groucott.
- Teclado: Björk, Mark Bell y Guy Sigsworth.
- Programación: Mark Bell, Markus Dravs, Richard Brown, Marius De Vries y Howie B.
- Programación de batería: Mark Bell y Markus Dravs.
- Batería electrónica: Trevor Morais.
- Clavicordio y órgano de viento: Guy Sigsworth.
- Acordeón: Yasuhiro "Coba" Kobayashi.
- Armónica de vidrio: Alasdair Malloy.

5.«Jóga», «Bachelorette», «5 Years»:
- Trascripción y orquesta: Eumir Deodato.
- Arreglo: Björk.

6.«Hunter», «Pluto»:
- Trascripción, orquesta y arreglo: Eumir Deodato.

## Listas y posicionamiento

### Álbum
| Año  | Detalles del álbum                                                                                     | Posición más alta | Posición más alta | Posición más alta | Posición más alta | Posición más alta | Posición más alta | Posición más alta | Posición más alta | Posición más alta | Posición más alta | Certificación (Ventas)            |
| Año  | Detalles del álbum                                                                                     | UK                | US                | AUS               | FRA               | CAN               | JPN               | SUE               | NOR               | GER               | ESP               | Certificación (Ventas)            |
| ---- | --- | ----------------- | ----------------- | ----------------- | ----------------- | ----------------- | ----------------- | ----------------- | ----------------- | ----------------- | ----------------- | --------------------------------- |
| 1997 | Homogenic - Cuarto álbum de estudio - Lanzamiento: 23 de septiembre de 1997 - Sello: One Little Indian | 4                 | 28                | 6                 | 2                 | 20                | 16                | 5                 | 3                 | 10                | 2                 | - US: Platino - UK: Oro - CA: Oro |

### Sencillos
| Año                            | Canción               | Posición más alta | Posición más alta    |
| Año                            | Canción               | UK                | US Hot Dance Singles |
| ------------------------------ | --------------------- | ----------------- | -------------------- |
| 1997                           | «Jóga»                | —                 | —                    |
| 1997                           | «Bachelorette»        | 21                | —                    |
| 1998                           | «Hunter»              | 44                | —                    |
| 1998                           | «Alarm call»          | 33                | —                    |
| 1999                           | «All is full of love» | 24                | 8                    |
| "—" no apareció en las listas. |                       |                   |                      |